# Duke Keats
Pour les articles homonymes, voir Keats.
Temple de la renommée : 1958
Gordon Blanchard Keats, dit Duke Keats, (né le 21 mars 1895 à Montréal au Canada - mort le 16 janvier 1972) est un joueur professionnel de hockey sur glace de la Ligue nationale de hockey. Il a évolué aux Black Hawks de Chicago, aux Bruins de Boston et chez les Cougars de Détroit,.
Il a été entraîneur-joueur des Cougars de Détroit en 1927.
Il fut admis au temple de la renommée du hockey en 1958.

## Référence
1. ↑  (en) « Gordon "Duke" Keats hockey statistics & profile », sur The Internet Hockey Database
2. ↑  (en) « Duke Keats », sur Eliteprospects.com